# Percy Hobson
Pour les articles homonymes, voir Hobson.
Percival Francis Hobson surnommé Percy Hobson, né le 5 novembre 1942 et mort le 4 janvier 2022, est un athlète australien, sauteur en hauteur.

## Biographie
Né à Bourke en Nouvelle-Galles du Sud, Percy Hobson alors apprenti boucher, a participé aux jeux de l'Empire britannique et du Commonwealth de 1958 à Perth, remportant le titre en saut en hauteur, battant Charles Porter. Il a été, avec le boxeur Jeff Dynevor qui remporta à ces mêmes jeux, le titre des poids coq, le premier aborigène à remporter un titre du Commonwealth pour l'Australie.
Au niveau national, quelques mois plus tôt, il a été sacré champion d'Australie du saut en hauteur. En 1963, il se classa deuxième derrière Tony Sneazwell.

## Palmarès
- Jeux de l'Empire britannique et du Commonwealth de 1962 à Perth ( Australie)
  -  Médaille d'or au saut en hauteur